# كوستاس بيترو
كوستاس بيترو (بالإنجليزية: Kostas Petrou)‏ مواليد 17 أبريل 1959 في إنجلترا، هو ملاكم محترف بريطاني سابق صنّف ضمن فئة وزن الوسط.

## إحصائيات
خاض خلال مسيرته 37 نزالا، فاز في 30 وخسر في 7. فاز بالضربة القاضية في 12 نزالا.

## روابط خارجية
- كوستاس بيترو على موقع بوكس ريك (الإنجليزية) (registration required)